# Chiesa di San Matteo (Pistoia)

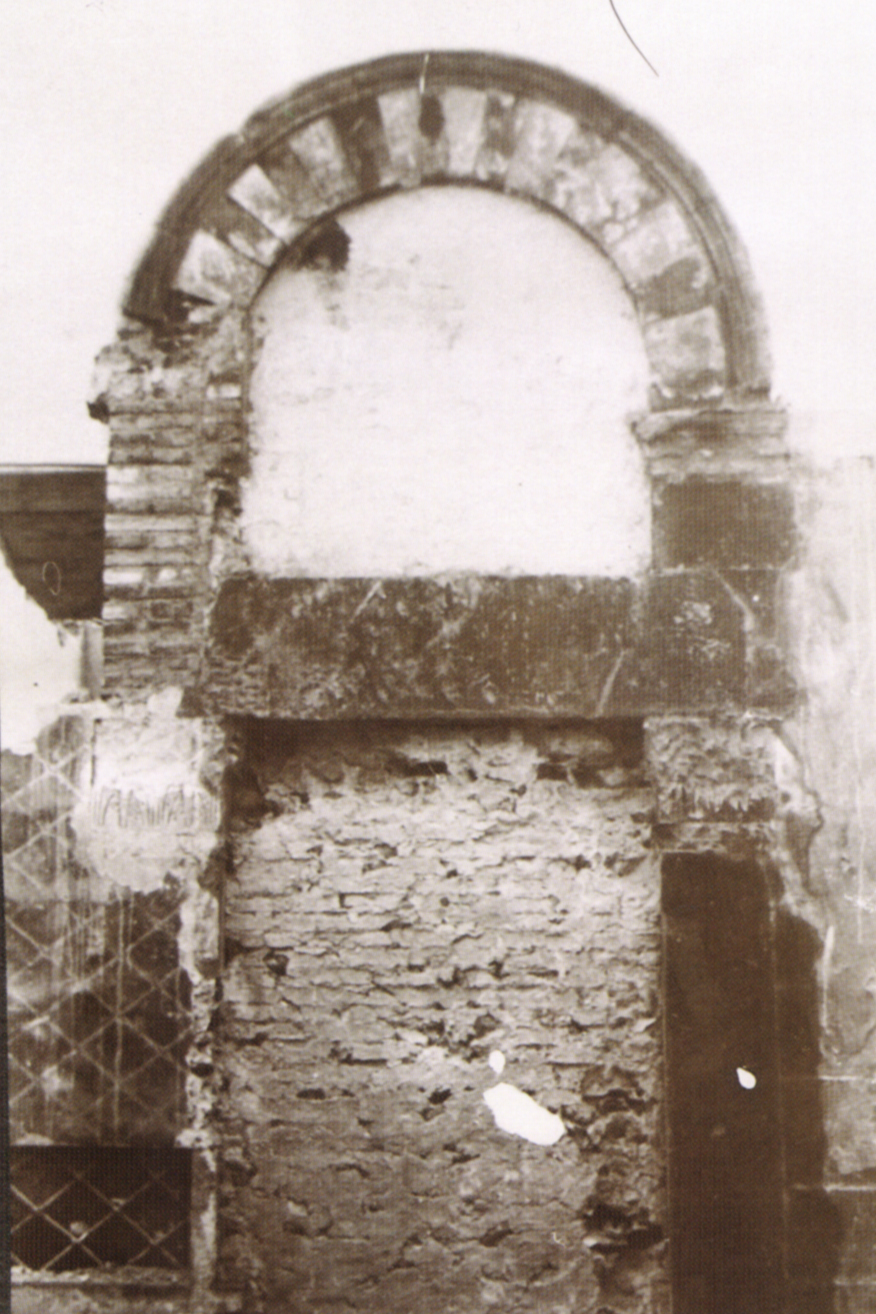
Portale laterale della chiesa immediatamente prima della distruzione

La chiesa di San Matteo si trovava a Pistoia, tra via San Matteo e via Tancina.

## Storia e descrizione
È attestata almeno dall'inizio del XIII secolo: nel 1219 ospità il Consiglio comunale durante il giuramento della pace con Bologna. Durante la visita apostolica del 1582 essa viene descritta come mal ridotta, in piena decadenza. Venne probabilmente restaurata (a giudicare dalle relazioni più tarde) e nel 1785 il vescovo Scipione de' Ricci la soppresse, come altre parrocchie cittadine
Fu distrutta a partire dal 1896 per far posto al palazzo sede della Cassa di Risparmio. Da alcune foto d'epoca si vedono i portali (uno principale e uno laterale su via Tancina, dotati di alti archi a tutto sesto dal profilo nella tipica bicromia del romanico pistoiese, con le lunette decorate da affreschi piuttosto spartani: un Cristo e una Madonna con Bambino di sapore arcaico.

## Altre immagini

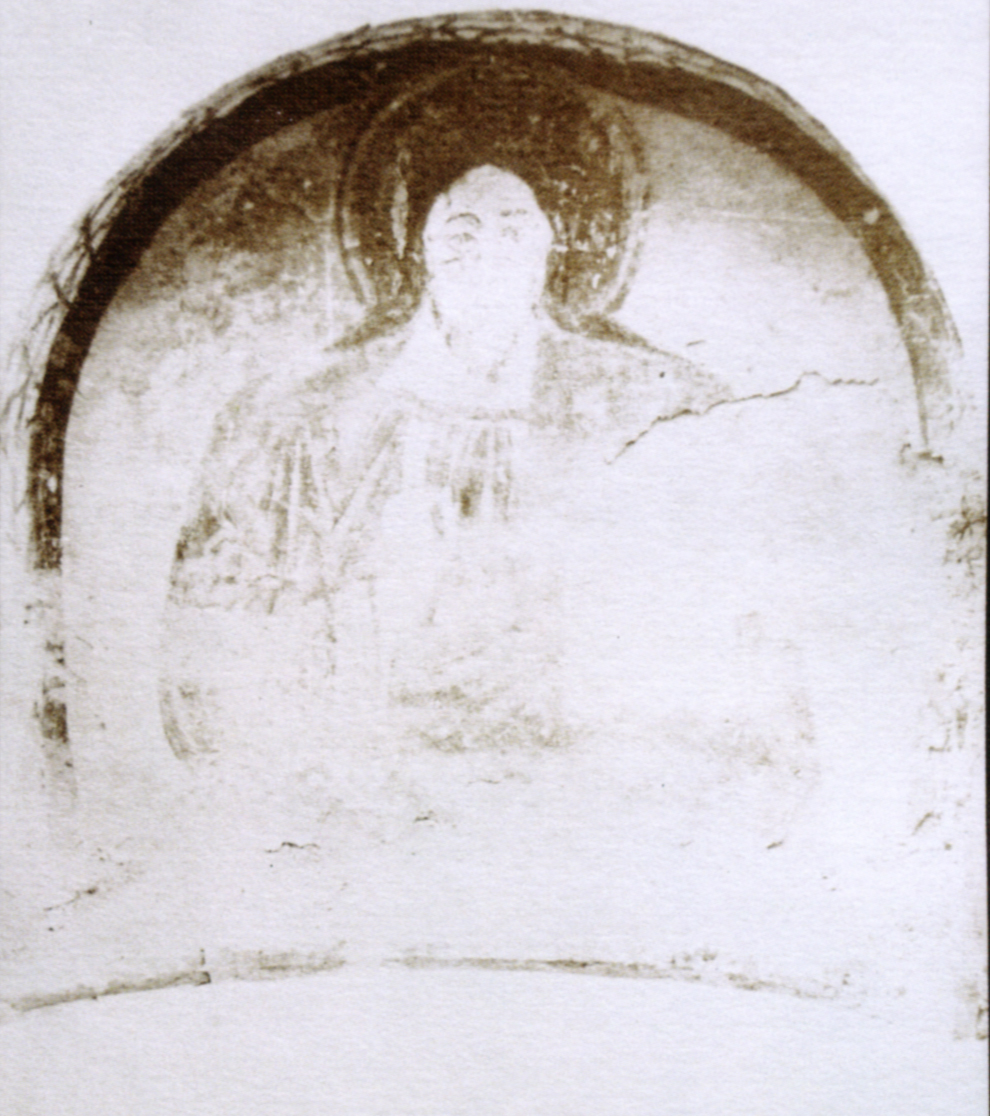
La prima lunetta
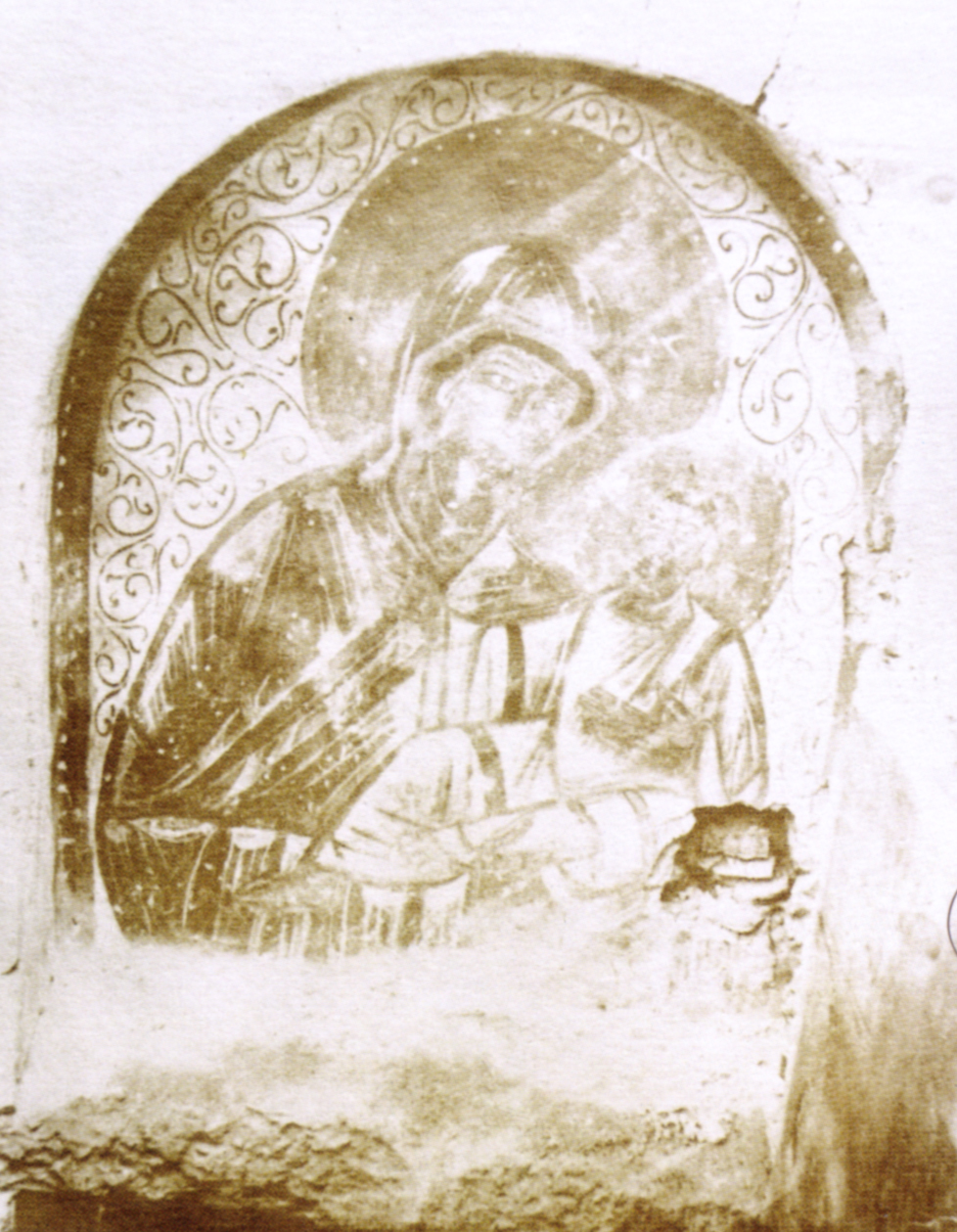
La seconda lunetta